# St. Peter und Paul (Rosheim)

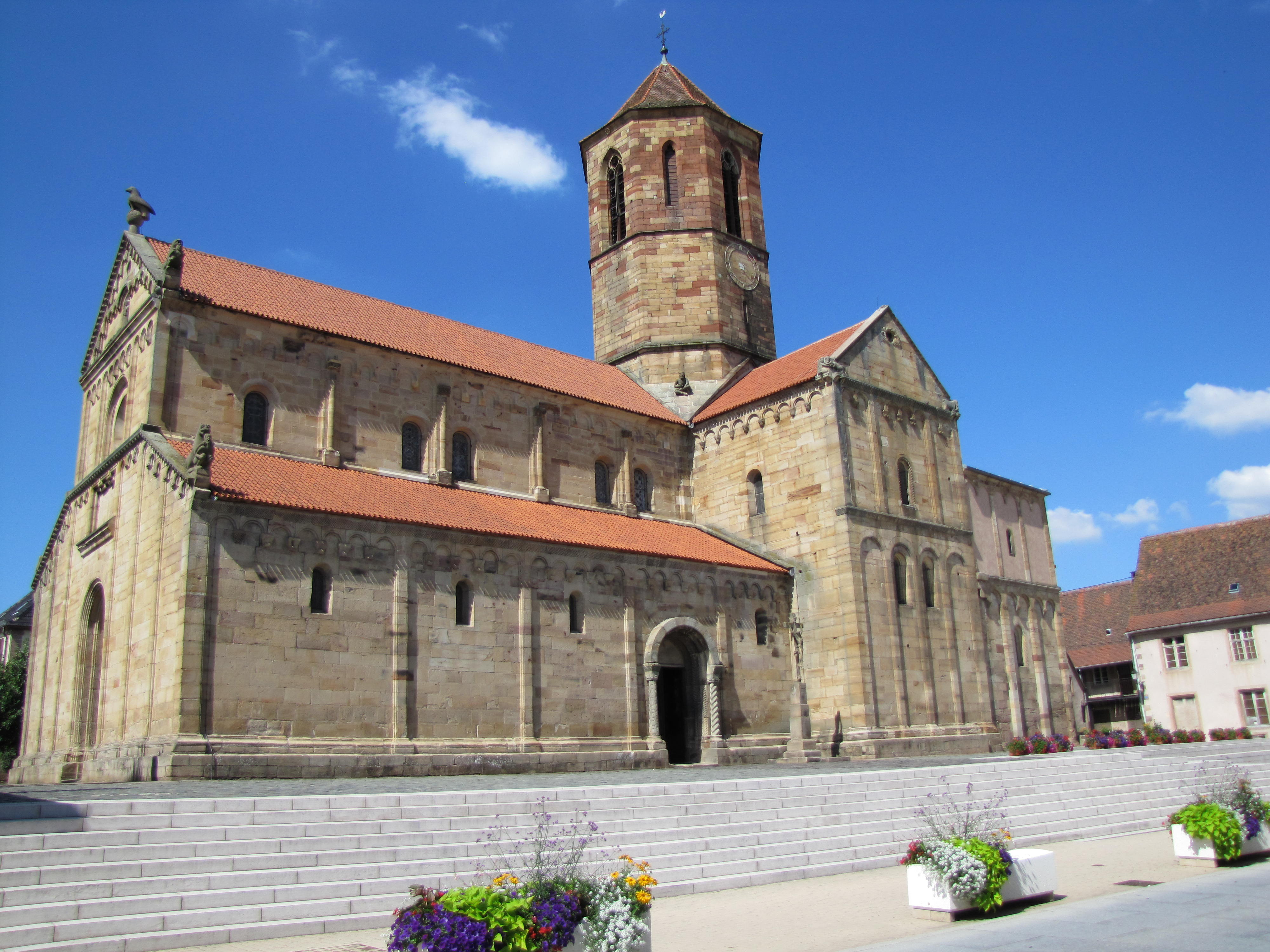
Südseite

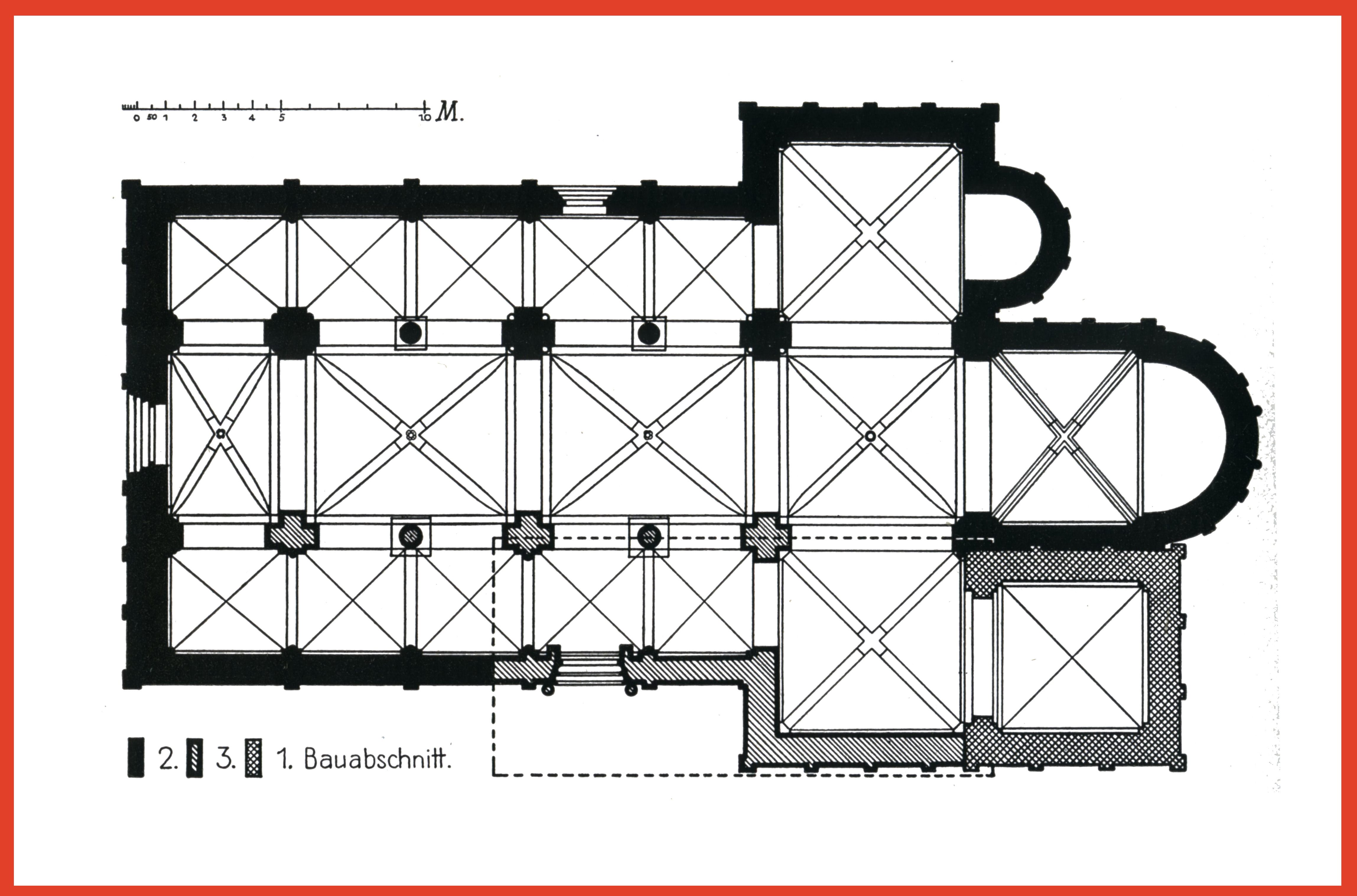
Grundriss

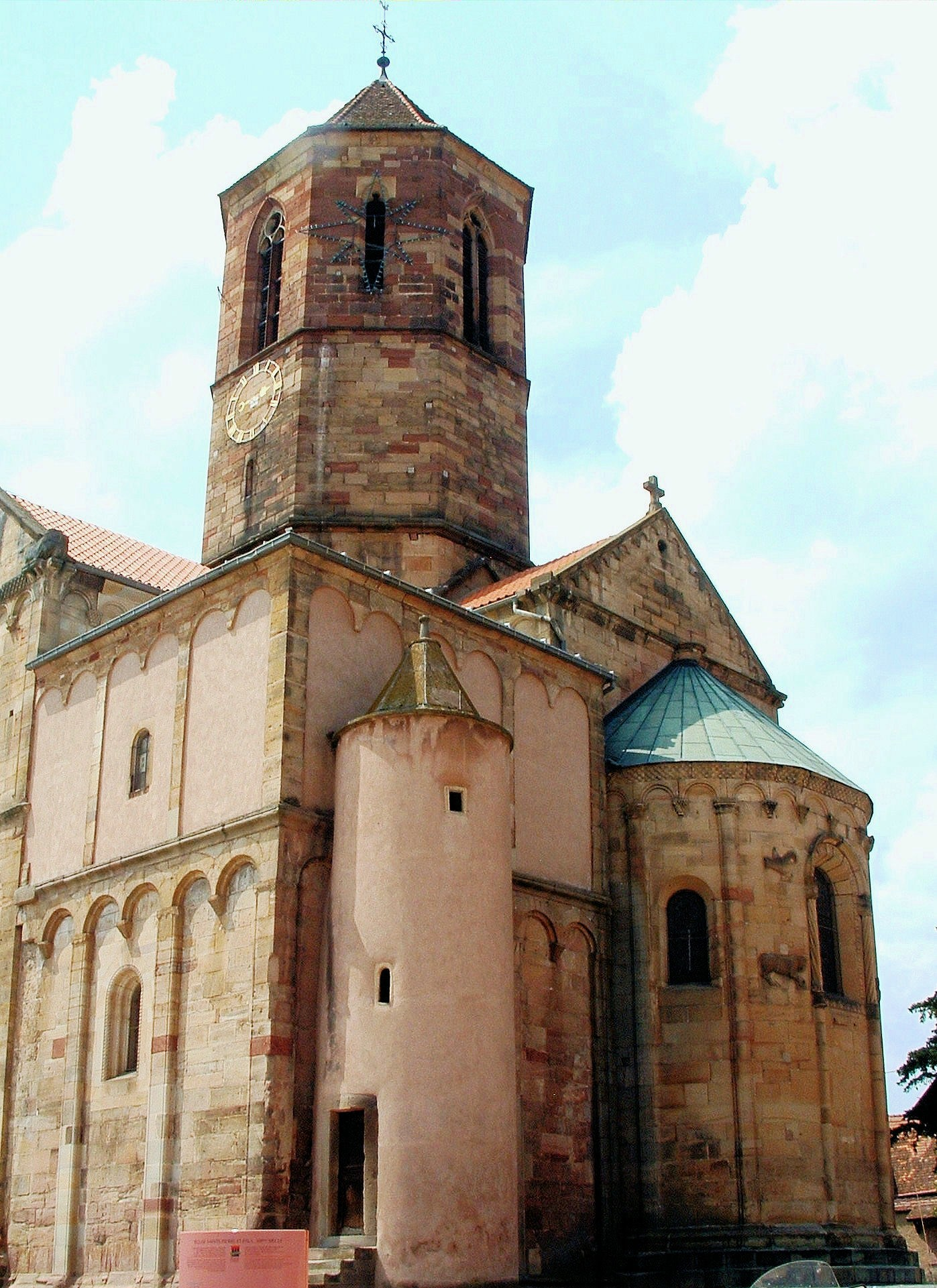
Chor, im Vordergrund der Chor der Vorgängerkirche und später angebauter Treppenturm

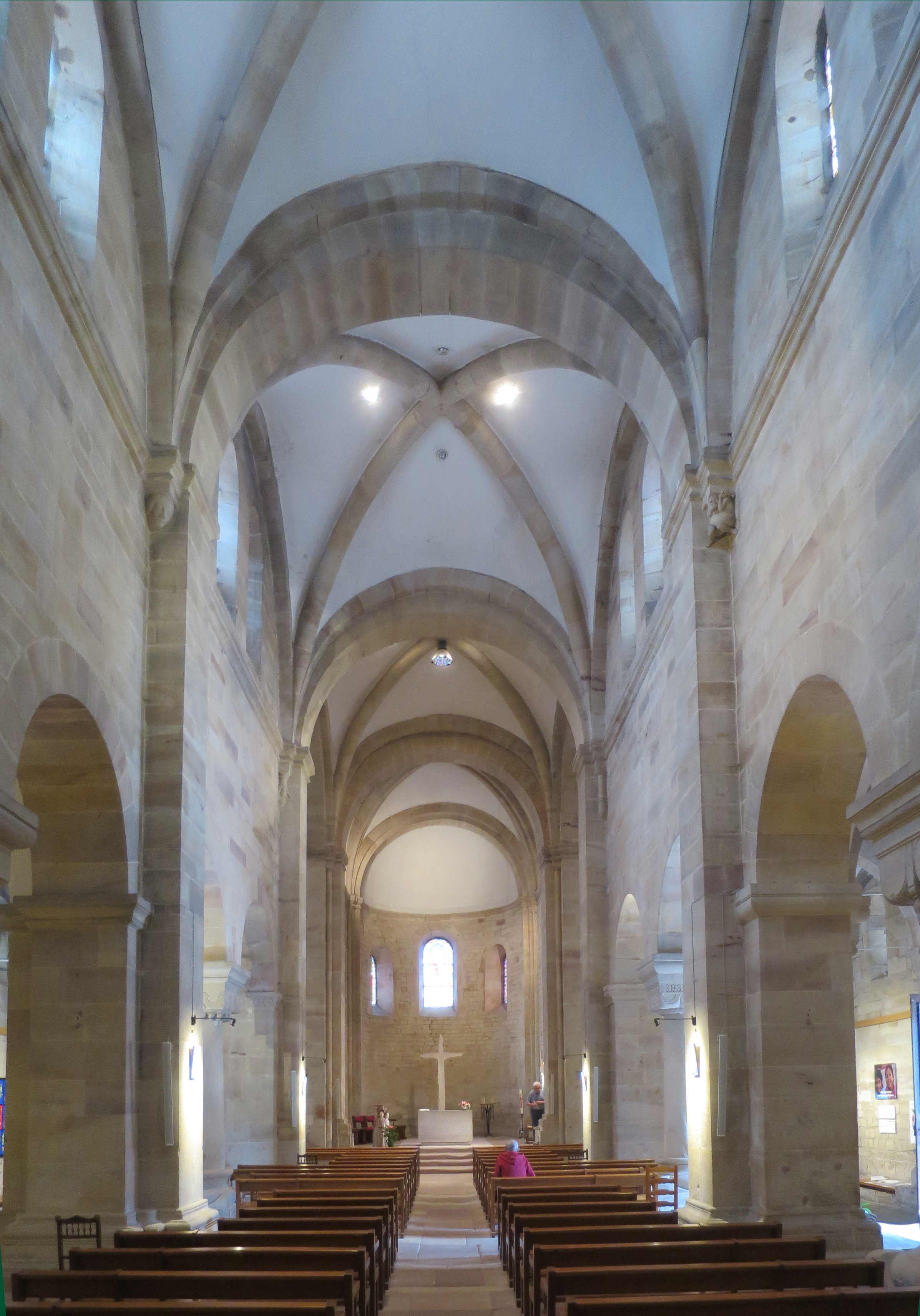
Innenansicht nach Osten

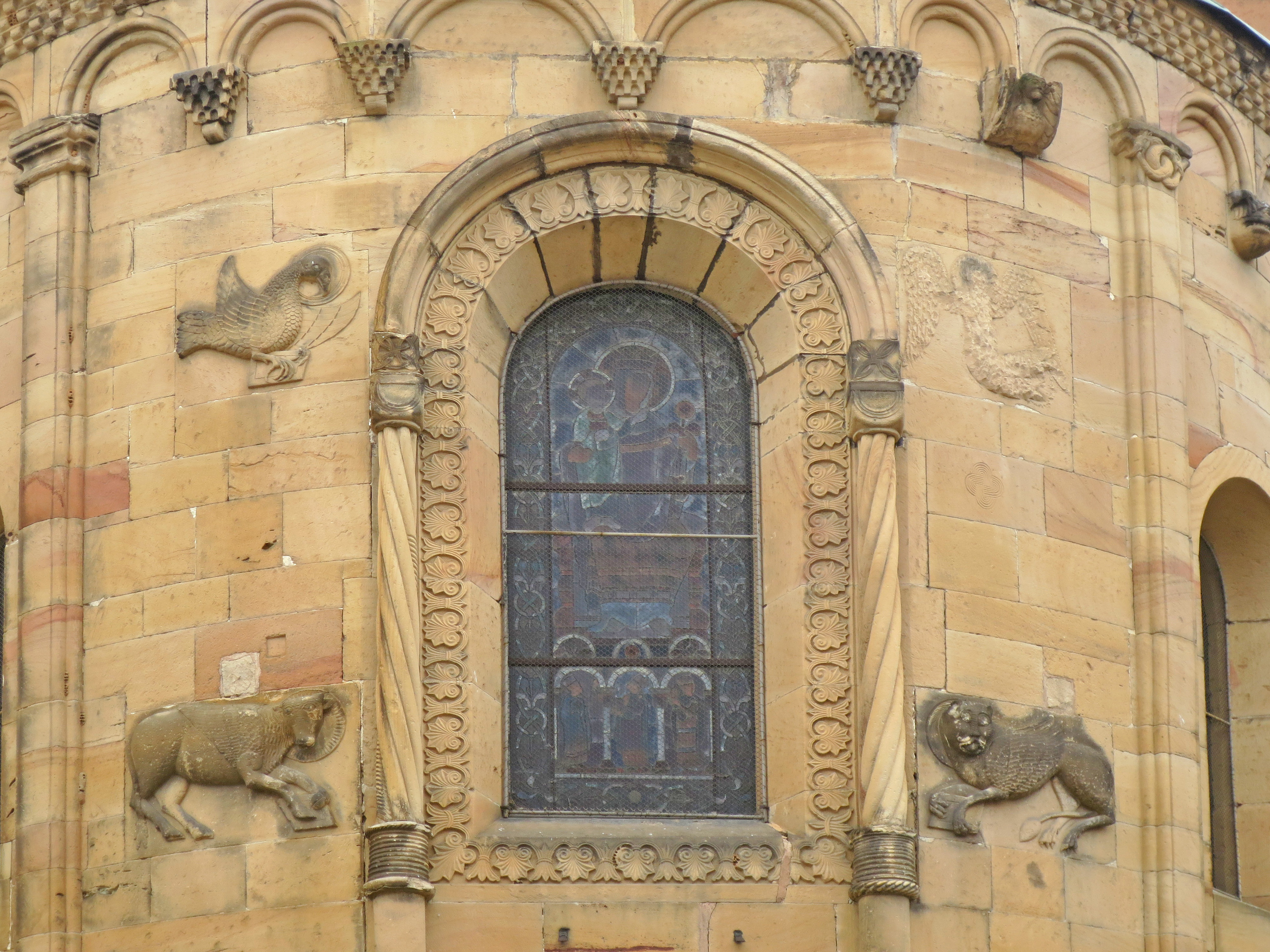
Evangelistensymbole an der Apsis

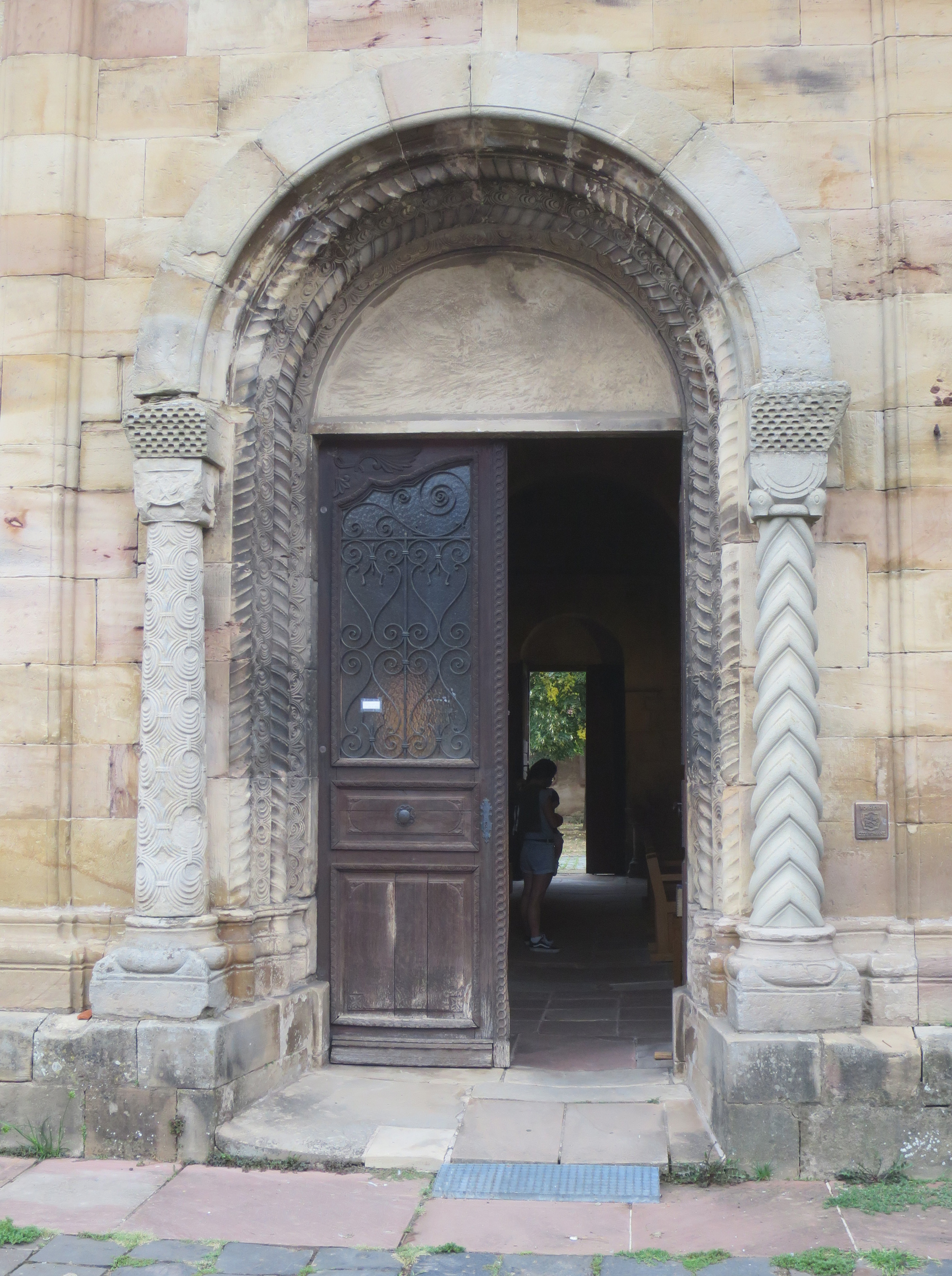
Südportal

Die Pfarrkirche St. Peter und Paul (französisch Église Saints-Pierre-et-Paul) ist eine romanische Kirche in Rosheim im ostfranzösischen Département Bas-Rhin.

## Geschichte
Im Bereich des östlichen Teils der Kirche gab es einen Vorgängerbau aus dem ersten Drittel des 12. Jahrhunderts. Davon ist ein Teil erhalten und bildet heute eine Seitenkapelle, die dem südlichen Arm des Querhauses östlich vorgestellt ist. Außen weist sie (noch) eine zweigeschossige Gliederung auf. Gedeutet wird dieser Bauteil als die unteren Geschosse des Chorturms des Vorgängerbaus. Der Raum diente zwischenzeitlich auch als Sakristei. Dem wiederum östlich vorgestellt ist ein runder Treppenturm, der von 1712 stammen soll.
Die heutige Kirche wurde von etwa 1145 bis 1167 als eine von zwei Pfarrkirchen für die damals Freie Reichsstadt Rosheim errichtet, wahrscheinlich zusammen mit dem benachbarten Meierhof des Klosters Hohenburg („Kloster Odilienberg“). Die Baustelle wurde mit der halbrunden Apsis begonnen, die drei Fenster hat. Dieser Gebäudeteil weist den reichsten plastischen Schmuck auf. Hauptsächlich wurde gelber und rosa Sandstein verwendet, wobei der gelbe Sandstein in der Nähe kaum vorhanden ist und von weiter her antransportiert werden musste. Er wurde auch für die Skulpturen verwendet. Die freistehenden Skulpturen sind mit die ältesten im Oberrheingebiet. Dazu gehören an den Giebeln Darstellungen von Löwen mit Menschen zwischen den Pranken.
Der Vierungs- und Glockenturm wurde nach einem Brand im Jahr 1286 wieder aufgebaut und nach 1385 mit dem heutigen gotischen Abschluss versehen.
Die Kirche war von Anfang an dem Heiligen Petrus geweiht. Das Patrozinium des Heiligen Paulus trat im 17. Jahrhundert hinzu.
Während der Französischen Revolution wurden einige Skulpturen abgeschlagen oder beschädigt. So fehlt heute der Skulpturenschmuck an der Westfassade fast vollständig, nur eine leere Bildnische ist über dem Hauptportal verblieben, die Spuren einer Christusfigur und einer von vier Engeln gehaltenen Mandorla aufweist. Die Petrus-Figur und ein über einer Kugel thronender Adler auf der Giebelspitze blieben erhalten.

## Gebäude
Der Grundriss der Kirche ist ein nach Osten ausgerichtetes Lateinisches Kreuz mit drei Schiffen im Langhaus. Die Außenseite ist durch Lisenen und Bogenfriese gegliedert. An der Außenseite des Chores waren um das zentrale, östliche Fenster die vier Evangelistensymbole als Reliefs angeordnet. Das Symbol des Evangelisten Matthäus wurde in der Zeit der Französischen Revolution abgeschlagen. Das südliche Seitenportal wird von reich verzierten Säulen gerahmt; deren Kämpfersteine mit Klötzchenfriesen verziert sind.
Das Innere der Kirche wirkt schlicht, beeindruckt aber durch den wohl proportionierten Raumeindruck und den gut durchdachten Kontrast von breiten Quadern und schmalen Steinen im Wandaufbau. Ursprünglich war die Kirche farbig ausgemalt. Das Langhaus besteht aus zweieinhalb Jochen mit Stützenwechsel. Auffallendste Verzierung sind heute die kunstfertigen Säulenkapitelle, darunter das berühmte „Köpfekapitell“, das 21 verschiedene Physiognomien zeigt. Das Mittelschiff schließt mit Kreuzrippengewölben, die Seitenschiffe mit Kreuzgratgewölben ab.
Baudetails

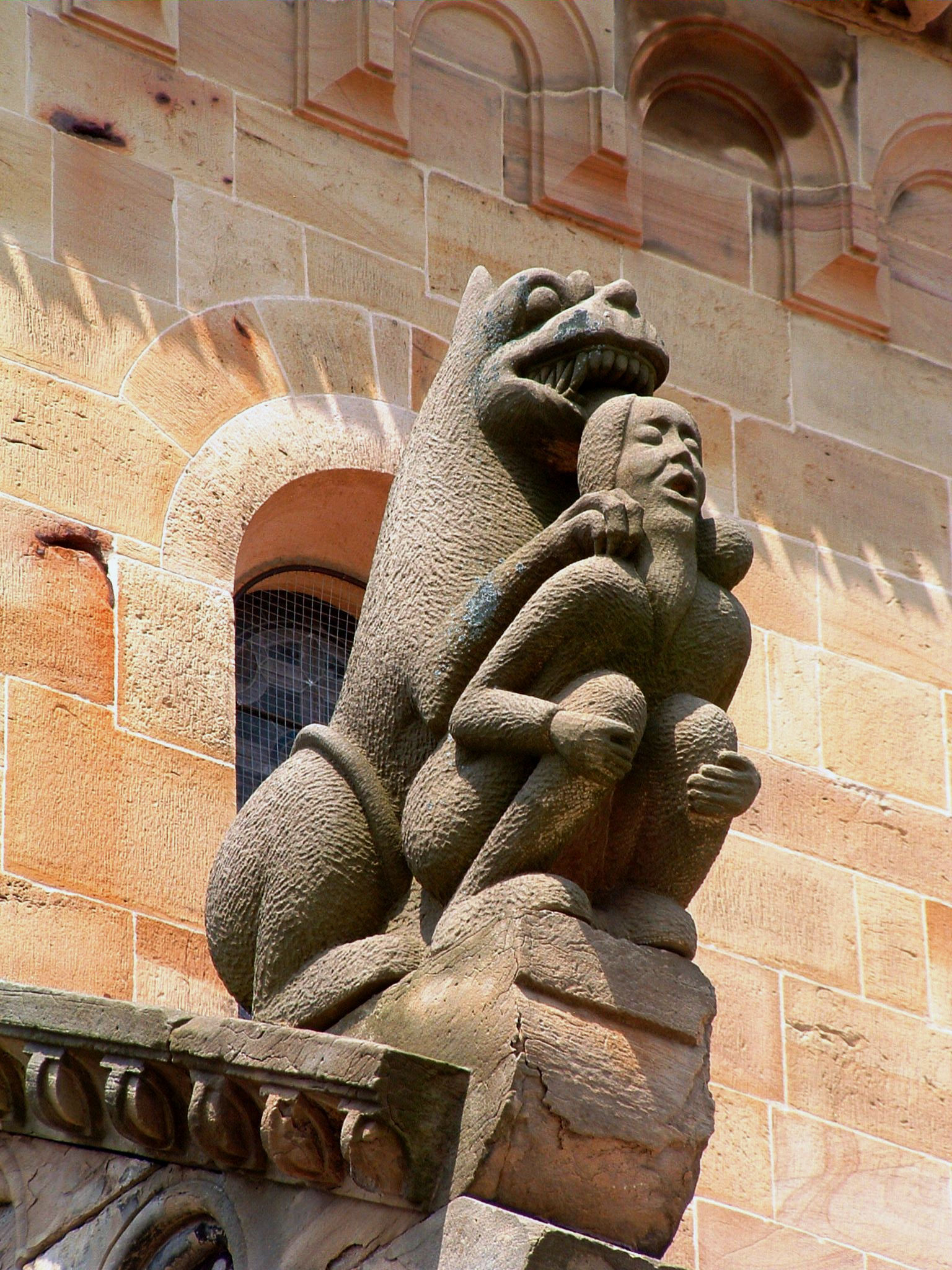
Löwe mit Mensch zwischen den Pranken
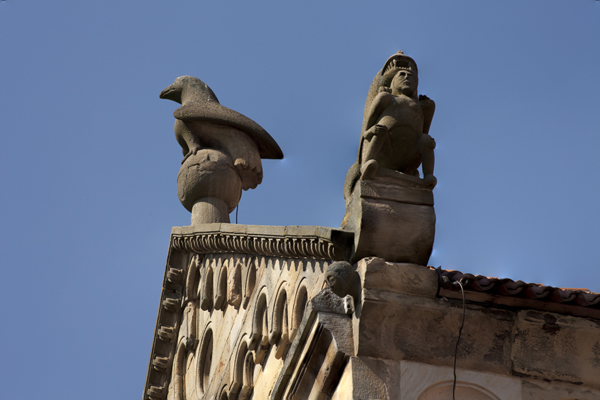
Links: Adler auf Weltkugel
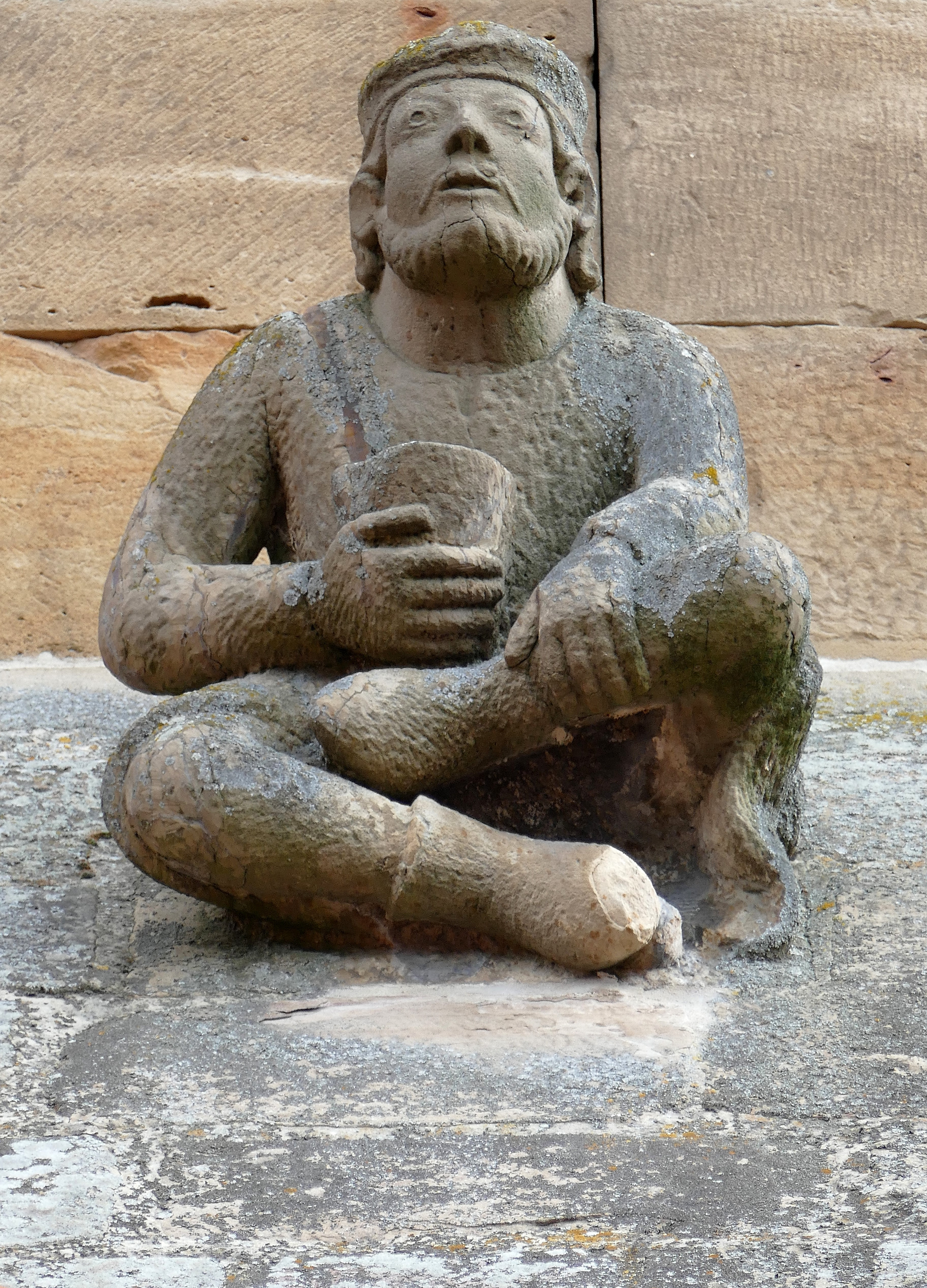
Der Jude mit der Geldbörse
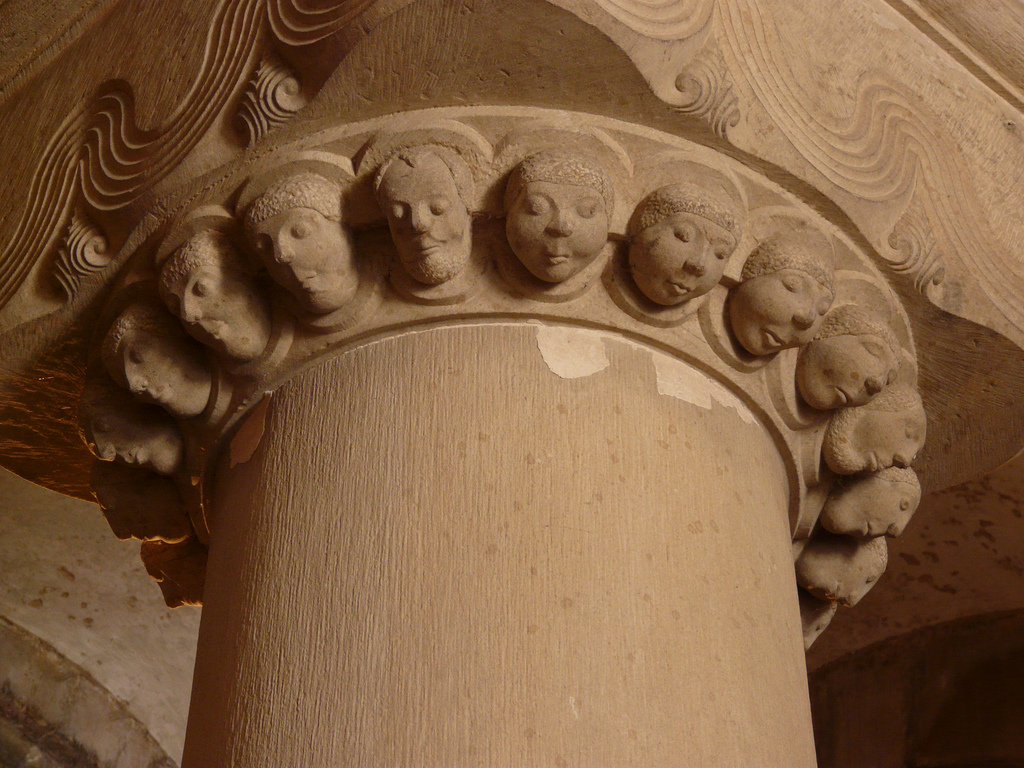
Das Köpfekapitell

## Orgel
Eine Besonderheit ist die Orgel. Sie wurde 1733 von Andreas Silbermann als sein letztes Instrument erbaut. Ursprünglich stand sie auf einer Empore am Westende des Mittelschiffs und hatte 25 Register auf drei Manualen und Pedal. 1859 wurde die Orgeltribüne entfernt und das Gehäuse sowie die Windladen von Joseph Stiehr nach Waldolwisheim transferiert. Das Pfeifenwerk verblieb indes in Rosheim und wurde von Stiehr 1863 mit neuen Windladen und einem neuen, schlichten Gehäuse vom Kirchenschiff aus unsichtbar in einem Turmloch an der Südwand des Chorraumes aufgestellt. Dabei wurde auch ein Manual mit drei Registern entfernt – die Pfeifen befinden sich heute in Lixhausen – und die Disposition nachhaltig verändert. 1935 wurde die Orgel durch Jean Lapreste, dem Nachfolger von Joseph Rinckenbach zuletzt überarbeitet. Das Instrument hat heute 20 Register auf zwei Manualen und Pedal.
| I Grand Orgue C, D–c3 |                  |       |
| 1.                    | Montre           | 8′    |
| 2.                    | Bourdon          | 8′    |
| 3.                    | Gambe *          | 8′    |
| 4.                    | Prestant         | 4′    |
| 5.                    | Flûte à cheminée | 4′    |
| 6.                    | Nasard           | 2 ⁄3′ |
| 7.                    | Doublette        | 2′    |
| 8.                    | Cornet V (D)     | 8′    |
| 9.                    | Fourniture III   | 1′    |
| 10.                   | Trompette        | 8′    |
| 11.                   | Voix humaine     | 8′    |

| II Positif interieur C, D–c3 |                |    |
| 12.                          | Bourdon        | 8′ |
| 13.                          | Salicional *   | 8′ |
| 14.                          | Prestant       | 4′ |
| 15.                          | Flûte          | 4′ |
| 16.                          | Flageolet      | 2′ |
| 17.                          | Cromorne       | 8′ |
|                              | Tremblant doux |    |

| Pédale C, D–c1 |           |     |
| 18.            | Soubasse  | 16′ |
| 19.            | Flûte     | 8′  |
| 20.            | Trompette | 8′  |

Mit * versehene Register stammen von Stiehr (1863).
- Koppeln: II/I (B)

## Glocken
Im Turm befinden sich drei Glocken:
- Glocke 1 ist der heiligen Justina geweiht, wurde 1843 von Charles Kress aus Colmar gegossen, wiegt 2379 kg und schlägt auf den Ton C an.
- Glocke 2 ist der heiligen Maria geweiht, wurde 1921 von der Glockengießerei Paccard in Annecy-le-Vieux gegossen, wiegt 1058 kg und schlägt auf den Ton E an.
- Glocke 3 ist der heiligen Odilia geweiht, wurde auch 1921 von der Glockengießerei Paccard gegossen, wiegt 632 kg und schlägt auf den Ton G an.

## Maße
Einige Maße der Kirche:
- Außenlänge gesamt: 36,05 m
- Innenlänge gesamt: 34,38
  - Langhaus: 19,65 m
  - Vierung: 6,28
  - Chor und Apsis: 8,35 m
- Innenbreite des Langhauses gesamt: 13,3 m
- Gewölbehöhe des Mittelschiffs: 11,37 m
- Gewölbehöhe des Seitenschiffe: 5,96 m
- Gewölbehöhe der Vierung: 12,46 m
- Gewölbehöhe der Apsis: 10 m
- Höhe des Vierungsturms: 37 m
- Außenbreite der Fassade: 17,17 m
- Außenbreite des Querschiffes: 20,49 m

## Wissenswert
- Die Kirche ist Teil der Romanischen Straße im nördlichen Elsass.
- Nordöstlich der Kirche befindet sich eine Lourdesgrotte.